# درک ریسک
درک ریسک (یا به انگلیسی Risk perception) قضاوت ذهنی است که افراد در مورد ویژگی ها و شدت یک ریسک انجام می دهند. درک ریسک برای ریسک‌های واقعی متفاوت است، زیرا آن‌ها تحت تأثیر طیف گسترده احساسی (عواطف، احساسات، خلق و خوی، و غیره)، شناختی (گرانش رویدادها، پوشش رسانه ای، اقدامات کاهش خطر، و غیره)، مفهومی (پیکربندی اطلاعات ریسک، در دسترس بودن منابع اطلاعاتی جایگزین، و غیره) و خصوصی (ویژگی های شخصیتی، تجربه قبلی، سن و غیره) قرار می‌گیرند. چندین نظریه برای توضیح این‌که چرا افراد مختلف تخمین‌های متفاوتی از خطرناک بودن ریسک‌ها انجام می دهند، ارائه شده است. سه خانواده اصلی نظریه توسعه یافته اند: رویکردهای روان‌شناسی (اکتشافی و شناختی)، رویکردهای انسان‌شناسی یا جامعه‌شناسی (نظریه فرهنگی) و رویکردهای بین رشته‌ای (تقویت اجتماعی چارچوب ریسک).